# Rauischer Hof

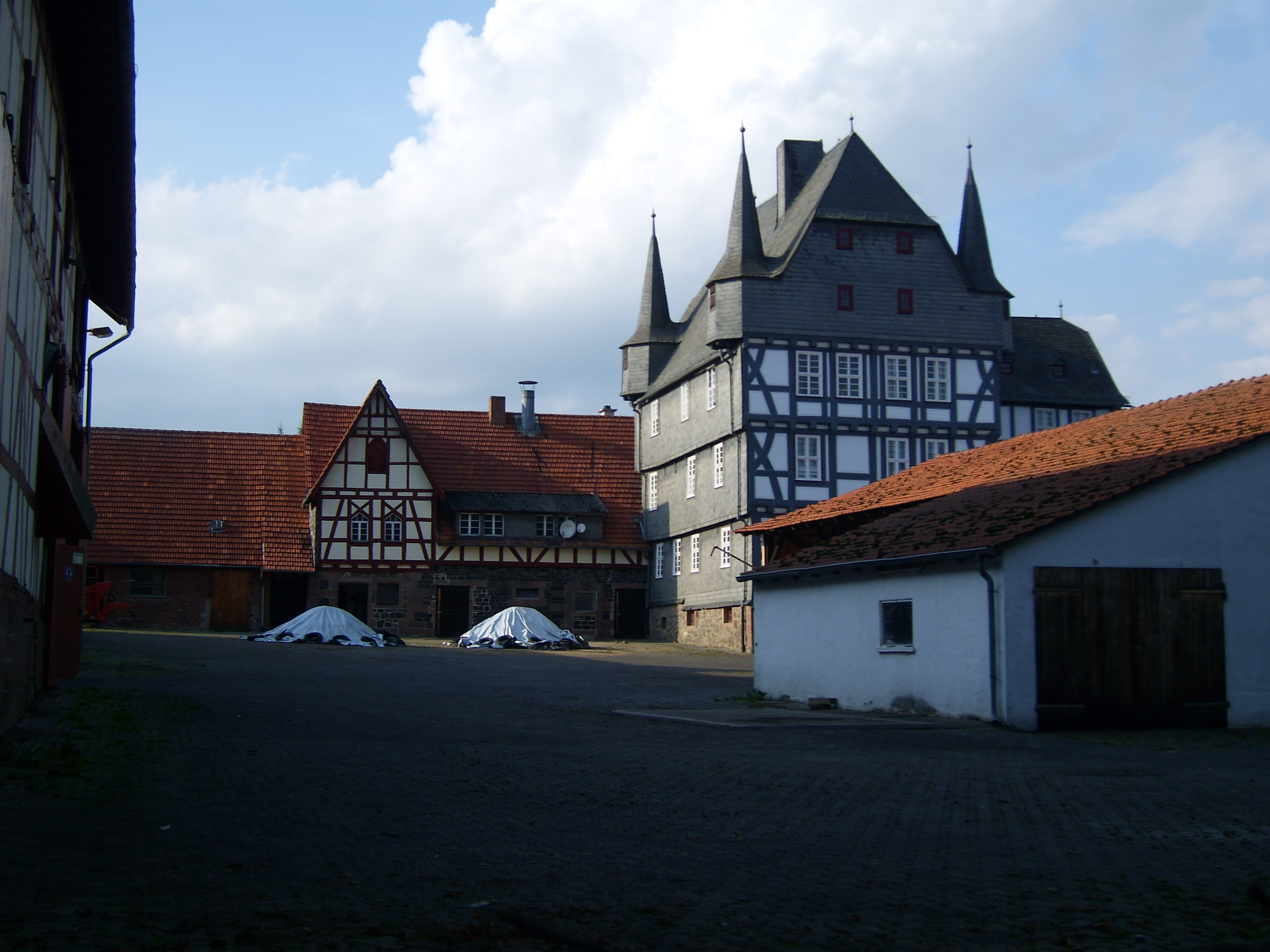
Herrenhaus des Rauischen Gutshofs

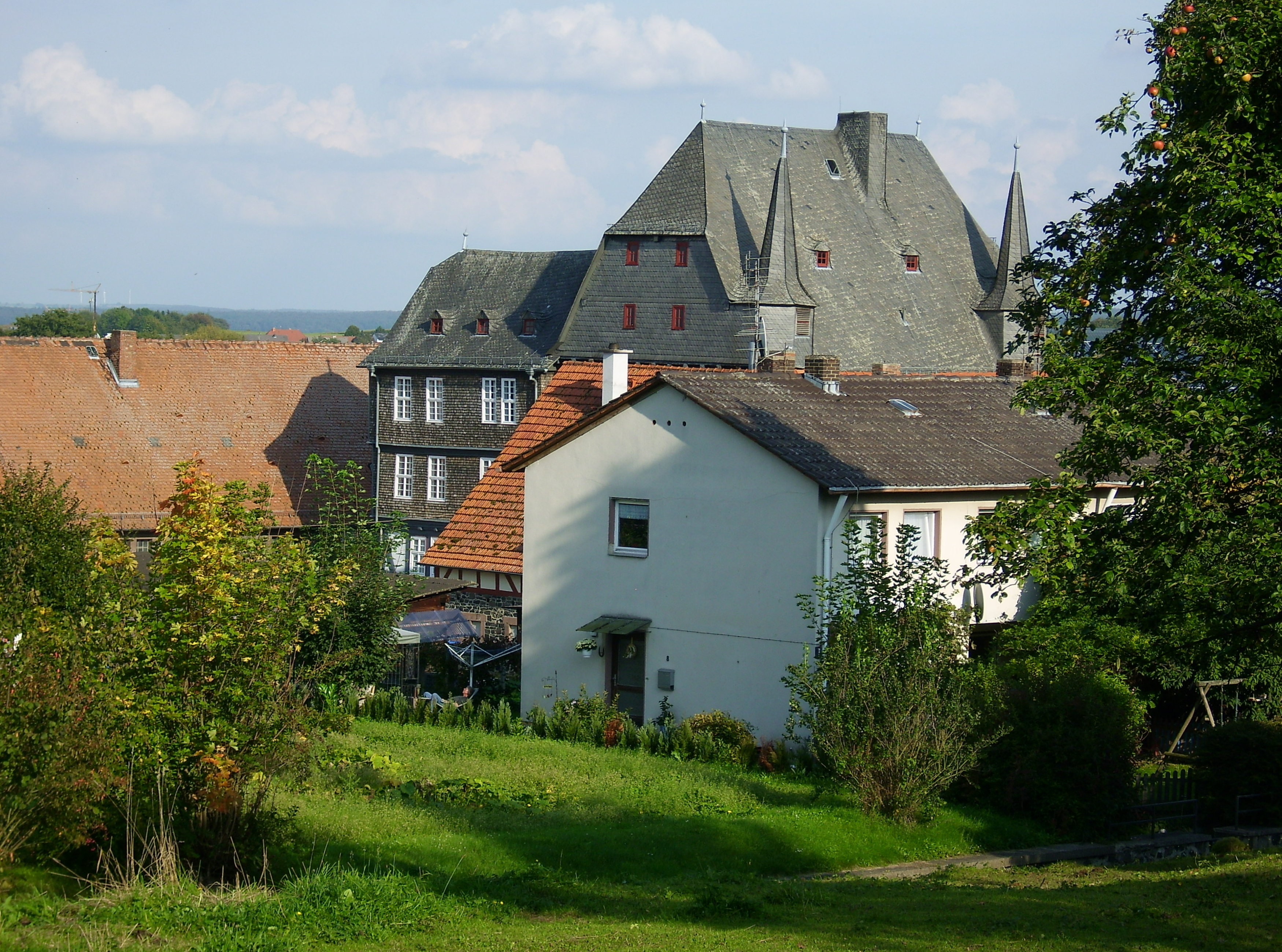
Herrenhaus vom Kirchberg im Westen aus

Der Rauische Hof (auch: Gutshof Rauischholzhausen) ist ein alter Gutshof, der große Anteile des südwestlichen alten Siedlungsgebietes des Gemeindeteils Rauischholzhausen von Ebsdorfergrund (Landkreis Marburg-Biedenkopf, Hessen) einnimmt. Sein spätgotisches Herrenhaus, ein dreigeschossiger Fachwerkbau mit den für seine Zeit typischen Türmchen, gilt als Wahrzeichen des Ortes.

## Geschichte
Über Jahrhunderte gehörte das Gut den Herren Rau zu Holzhausen, die in der ersten Hälfte des 16. Jahrhunderts das Herrenhaus erbauen ließen. 1601 wurde an der Nordecke ein Anbau hinzugefügt, die Wetterseiten Nordwest und Südwest wurden verschiefert.
Im Jahre 1873 wurde das Gut zusammen mit umfangreichen Waldbeständen an Ferdinand Eduard von Stumm verkauft, der die Gebäude erneuerte und südlich des Dorfes Schlosspark und Schloss erbauen ließ.
Im Jahre 1938 verkauften die Stumms das Gut mit einer Gesamtgröße von 173 ha an die William-G.-Kerkhoff-Stiftung, die es an die Justus-Liebig-Universität Gießen verpachtete. Zunächst wurde das Gut vom Institut für Landwirtschaftliche Betriebslehre bewirtschaftet, ab 1948 dann vom Institut für Pflanzenzüchtung als Lehr- und Versuchsbetrieb.
Im Jahre 1982 wurde das Herrenhaus von der Universität Gießen von Grund auf renoviert.
Heute hat das Gesamtgut eine Fläche von 144 ha, davon 89 ha Ackerfläche.